# Новое Клейменово
Новое Клеймёново (Ново-Клеймёново) — деревня в Тульской области России. С точки зрения административно-территориального устройства входит в Алексинский район. В плане местного самоуправления входит в состав муниципального образования город Алексин.

## География
Новое Клеймёново находится в северо-западной части региона, в пределах северо-восточного склона Среднерусской возвышенности, в подзоне широколиственных лесов, у реки Сулема, служащей административной границей Алексинского и Ясногорского районов, при пересечении автодорог 70К-013 И 70К-024 (старом направлении Симферопольского шоссе, параллельной автотрассе «Крым»).

### Климат
Климат на территории Новое Клейменово, как и во всём районе, характеризуется как умеренно континентальный, с ярко выраженными сезонами года. Средняя температура воздуха летнего периода — 16 — 20 °C (абсолютный максимум — 38 °С); зимнего периода — −5 — −12 °C (абсолютный минимум — −46 °С).
Снежный покров держится в среднем 130—145 дней в году.
Среднегодовое количество осадков — 650—730 мм.

## История
До муниципальной реформы в марте 2005 года входила в Александровский сельский округ. После её проведения включёна в образованные муниципального образования сельское поселение «Шелепинское» и в Алексинский муниципальный район.
21 июня 2014 года Алексинский муниципальный район и сельское поселение «Шелепинское» были упразднены, деревня Новое Клеймёново стала входить в городской округ Алексин.

## Население
| 2010 |
| ---- |
| 33   |

Согласно результатам переписи 2002 года, в национальной структуре населения русские составляли 90 % из 41 чел.. Проживали 18 мужчин и 23 женщины.

## Инфраструктура
Обслуживается отделением почтовой связи 301383.
Личное подсобное хозяйство (на август 2022 года 21 дом)
Между деревнями Новое Клеймёново и Кострово (земельный участок с кадастровым номером 71:01:020501:874) планируется строительство склада Wildberries на 300 000 кв. метров.

## Достопримечательности
Вблизи деревни открыто городище Ново-Клеймёново (административно находится в соседнем Ясногорском районе)

## Транспорт
Деревня доступна автотранспортом. Остановка общественного транспорта «Новое Клеймёново».